# Municipio de Kranjska Gora
Kranjska Gora (en alemán Kronau) es un municipio esloveno situado al noroeste de país, fronterizo con Austria e Italia. Su capital es la localidad de Kranjska Gora.
En 2016 tiene 5294 habitantes repartidos en diez pequeñas localidades de montaña.
El municipio, situado en los Alpes Julianos, es famoso por los deportes de invierno. Anualmente, la capital municipal es sede de la Copa Mundial de Esquí Alpino, también conocida como Copa Vitranc, con una competición de eslalon gigante y una de eslalon especial masculino. En el valle de Tamar es conocida la plataforma de salto en esquí de Planica.

## Localidades
La capital es la localidad de Kranjska Gora. Además, el municipio consta de los núcleos de población de Belca, Dovje, Gozd Martuljek, Log, Mojstrana, Podkoren, Rateče, Srednji vrh y Zgornja Radovna.

## Geografía y clima
El municipio de Kranjska Gora se encuentra en la zona del valle de Zgornjesavska, también conocido como Gornjesavska Dolina, o como Dolina, un típico valle alpino.
Ubicado en el rincón más noroccidental de Eslovenia, en el que se encuentran las fronteras de Eslovenia, Austria e Italia, el valle está rodeado de montañas por el norte y por el sur. Al norte se encuentran los picos de las montañas Karavanke y al sur los Alpes Julianos. Al este su límite está un poco después de la ciudad de Jesenice, donde se abre hacia el valle de Radovljica, extendiéndose hacia el oeste a lo largo de la vertiete de los ríos Sava y Slizza, al oeste de Rateče. Al norte,el paso de Wurzenpass en Podkoren conduce a Arnoldstein en Carintia (Austria), al sur el Paso Vršič conduce a Trenta, en la región del litoral esloveno.
El valle de Zgornjesavska tiene un clima alpino de largos inviernos de nieve abundante y veranos cortos de temperaturas moderadas, vientos del este y suficiente lluvia para mantener el verdor del valle. La nieve suele durar cuatro o cinco meses. La temperatura mínima en enero puede alcanzar los –8 °C, y la máxima de promedio suelen ser los 0 °C. La temperatura promedio en los meses más calurosos del verano suele ser de unos 10 °C por la mañana, subiendo a unos 23 °C a lo largo del día.  En verano, hay mucha diferencia entre el lado de sol y el de sombra del valle.